# ون ولک (دهانه)
ون ولک یک دهانه برخوردی در ماه‌ است.